# IBSF U21-Snookerweltmeisterschaft 2021
Die IBSF U21-Snookerweltmeisterschaft 2021 war ein internationales Turnier zur Ermittlung des U21-Amateurweltmeisters. Es wurde unter der Schirmherrschaft der International Billiards & Snooker Federation vom 1. bis zum 5. März 2022 in der Qatar Billiard & Snooker Federation Academy im katarischen Doha als nachträgliche Meisterschaft für 2021 ausgetragen. Im Finale konnte der Österreicher Florian Nüßle mit einem 6:5-Sieg über den Thailänder Taweesap Kongkitchertchoo seinen ersten großen Titel gewinnen. Dem nur wenige Tage später zum Amateurweltmeister gekürten Pakistani Ahsan Ramzan gelang während des Turnierverlaufs ein Maximum Break.

## Hintergrund
Die letzte Ausgabe des Turnieres hatte 2019 im chinesischen Qingdao mit Zhao Jianbo als Sieger stattgefunden. Danach musste durch die COVID-19-Pandemie der internationale Spielbetrieb unterbrochen werden. Während der professionellen World Snooker Tour schon im Sommer 2020 die Wiederaufnahme gelang, pausierte das Amateursnooker noch bis ins Jahr 2021 hinein. Zwar plante die International Billiards & Snooker Federation eine U21-Weltmeisterschaft für 2021, doch man entschloss sich, das Risiko einer Austragung weiter zu minimieren und das Turnier auf Anfang 2022 zu verschieben. Obgleich das Turnier nun vom 1. bis zum 5. März 2022 ausgetragen wurde, war es die Meisterschaft für 2021. Infolgedessen konnten auch Spieler teilnehmen, die zum Zeitpunkt des Turnieres schon 21 Jahre alt waren – für die Altersermittlung war der 31. Dezember 2021 der Stichtag. Trotz allem litt das Turnier unter den Folgen der COVID-19-Pandemie. So konnten die in den Vorjahren dominierenden Spieler aus der Volksrepublik China durch strikte COVID-19-Regeln nicht am Turnier teilnehmen. Insgesamt starteten mit 18 Spielern 40 Teilnehmer weniger als noch 2019.
Die eigentliche U21-Amateurweltmeisterschaft 2022 soll im August 2022 im rumänischen Bukarest ausgetragen werden.

## Modus
Die 18 Teilnehmer begannen das Turnier mit einer Gruppenphase. Eingeteilt in drei Vierer- und zwei Dreier-Gruppen, spielte jede Gruppe ein einfaches Jeder-gegen-jeden-Turnier aus. Pro Gruppe rückten die beiden besten Spieler in die Finalrunde vor. Anhand der Framedifferenz pro Spiel ({\displaystyle {\frac {\text{gewonnene Frames − verlorene Frames}}{\text{Anzahl der Spiele}}}}) wurde eine Setzliste für die Hauptrunde erstellt. Die besten sechs Spieler konnten das Turnier direkt im Viertelfinale beginnen, die übrigen vier Spieler mussten vorher noch durch die Runde der letzten zehn.

## Finalrunde
Die Finalrunde fand im K.-o.-System mit aufsteigenden Best-of-Modi statt.
|  | Runde der letzten 10 Best of 7 Frames | Runde der letzten 10 Best of 7 Frames |   |                   | Viertelfinale Best of 9 Frames | Viertelfinale Best of 9 Frames |                               |   | Halbfinale Best of 9 Frames | Halbfinale Best of 9 Frames |  |  | Finale Best of 11 Frames | Finale Best of 11 Frames |
|  |                                       |                                       |   |                   |                                |                                |                               |   |                             |                             |  |  |                          |                          |
|  | Ayman Alamri (9)                      | 4                                     |   |                   | Florian Nüßle (1)              | 5                              |                               |   |                             |                             |  |  |                          |                          |
|  | Kirill Kirillowitsch Schisdjuk (8)    | 1                                     |   |                   | Ayman Alamri                   | 1                              |                               |   |                             |                             |  |  |                          |                          |
|  | Kirill Kirillowitsch Schisdjuk (8)    | 1                                     |   | Florian Nüßle (1) | Ayman Alamri                   | 1                              | 5                             |   |                             |                             |  |  |                          |                          |
|  |                                       |                                       |   |                   |                                |                                | 5                             |   |                             |                             |  |  |                          |                          |
|  |                                       | Mohamed Thaha Irshath (4)             | 0 |                   |                                |                                |                               |   |                             |                             |  |  |                          |                          |
|  |                                       | Mohamed Thaha Irshath (4)             | 0 |                   |                                |                                | Mina Awad (5)                 | 2 |                             |                             |  |  |                          |                          |
|  |                                       |                                       |   |                   |                                |                                | Mina Awad (5)                 | 2 |                             |                             |  |  |                          |                          |
|  |                                       |                                       |   |                   | Mohamed Thaha Irshath (4)      | 5                              |                               |   |                             |                             |  |  |                          |                          |
|  |                                       |                                       |   |                   | Mohamed Thaha Irshath (4)      | 5                              | Florian Nüßle (1)             | 6 |                             |                             |  |  |                          |                          |
|  |                                       |                                       |   |                   |                                |                                |                               |   |                             |                             |  |  |                          |                          |
|  |                                       | Taweesap Kongkitchertchoo (3)         | 5 |                   |                                |                                |                               |   |                             |                             |  |  |                          |                          |
|  |                                       | Taweesap Kongkitchertchoo (3)         | 5 |                   |                                |                                | Taweesap Kongkitchertchoo (3) | 5 |                             |                             |  |  |                          |                          |
|  |                                       |                                       |   |                   |                                |                                | Taweesap Kongkitchertchoo (3) | 5 |                             |                             |  |  |                          |                          |
|  |                                       |                                       |   |                   | Yanawarut Phueakklom (6)       | 3                              |                               |   |                             |                             |  |  |                          |                          |
|  |                                       | Taweesap Kongkitchertchoo (3)         | 5 |                   | Yanawarut Phueakklom (6)       | 3                              |                               |   |                             |                             |  |  |                          |                          |
|  |                                       |                                       |   |                   |                                |                                |                               |   |                             |                             |  |  |                          |                          |
|  |                                       | Alexander Widau (10)                  | 2 |                   |                                |                                |                               |   |                             |                             |  |  |                          |                          |
|  | Shervin Omidvar (7)                   | Alexander Widau (10)                  | 2 | 3                 |                                |                                | Ahsan Ramzan (2)              | 2 |                             |                             |  |  |                          |                          |
|  | Shervin Omidvar (7)                   |                                       |   |                   |                                |                                |                               |   |                             |                             |  |  |                          |                          |
|  | Alexander Widau (10)                  | 4                                     |   |                   | Alexander Widau (10)           | 5                              |                               |   |                             |                             |  |  |                          |                          |

Anmerkung: Der russische Teilnehmer Kirill Kirillowitsch Schisdjuk trat in Folge des russischen Überfalls auf die Ukraine nicht unter russischer Flagge, sondern unter dem Logo der IBSF an.

### Finale
In einer offenen Partie wechselten sich beide Spieler mit der Führung ab, ehe der Thailänder Taweesap Kongkitchertchoo beim Stande von 4:5 nur noch einen Frame zum Sieg brauchte. Doch Florian Nüßle konnte die beiden nächsten Frames für sich entscheiden und so den Turniersieg einfahren. Das Spiel dauerte insgesamt beinahe sechs Stunden. Beide Spieler erhielten im Anschluss die Startberechtigung für die World Games 2022.
| Finale: Best of 11 Frames Schiedsrichter/in: Hassan Sanak Qatar Billiard & Snooker Federation Academy, Doha, Katar, 5. März 2022 |                |                           |
| Florian Nüßle | 6:5            | Taweesap Kongkitchertchoo |
| 46:56, 78:64 (N. 57), 84:16 (60), 53:72 (T. 53), 48:65, 45:70, 83:9, 66:15, 27:65, 106:23 (77); 55:47                            |                |                           |
| 77 | Höchstes Break | 53                        |
| – | Century-Breaks | –                         |
| 3 | 50+-Breaks     | 1                         |

## Century Breaks
Insgesamt konnten drei Spieler je ein Century Break spielen. Ahsan Ramzans Maximum Break in seinem Viertelfinalspiel gegen Alexander Widau war erst das dritte 147er-Break in der Geschichte der U21-Amateurweltmeisterschaft (nach Hossein Vafaei 2014 und He Guoquiang 2018). Ramzan erhielt vom asiatischen Kontinentalverband eine Belohnung von 10.000 Katar-Riyal (mit dem Wechselkurs vom 4. März 2022 etwa 2.491 Euro).
- Ahsan Ramzan: 147
- Florian Nüßle: 121
- Taweesap Kongkitchertchoo: 103